# Akou Dulcie Nodjo
Akou Dulcie Nodjo, née le 7 octobre 1992, est une escrimeuse togolaise.

## Carrière
Akou Dulcie Nodjo remporte la médaille de bronze en sabre par équipes aux Championnats d'Afrique d'escrime 2010 à Tunis.